# Фернан Пелец
Фернан Пелец (фр. Fernand Pelez, повне іспанське ім'я Фердинанд Емануіл Пелец де Кордова (18 січня, 1848, Париж — 7 серпня, 1913, Париж) — французький художник 19 ст., іспанець за походженням.

## Життєпис

### Родина художників
В Париж на працю перебрався з Іспанії дід майбутнього художника. Художником-ілюстратором був і його батько, Фернан Пелец старший (1820—1899). Художником був і його дядько, Раймонд Пілл (1815—1874). Художником став і його старший брат, що працював під псевдонімом Шалюмо.

## Навчання і виставки
Першим вчителем був його батько. Потім він закінчив Паризьку художню школу, майстерня Александра Кабанеля. Сам працював викладачем малюнку.
Його художню практику рахують з участі у виставці 1766 року, куди він подав власну картину «Смерть римського імператора Коммода» (музей Безьє). Тобто, він починав як художник-прихильник академізму. Робив також картини релігійного спрямування («Адам і Єва», «Знущання над Христом» тощо.)
Перебування в Парижі і спостереження за зубожінням бідноти навернуло художника до побутового жанру і картин на сюжети з паризькою біднотою. Він і сам мешкав в небагатому паризькому районі Батіньйоль. З'явились картини «Гніздо страждань», «Родина безпритульних», «Маленький жебрак». У художника помітно змінилася колористична гама у бік тьмяних і наче брудних фарб. Бо він тепер реалістично писав знедолені родини і паризьких бідняків.
Живопис Франції давно був монополізований аристократами та представниками привілейованих станів — князями церкви, купецтвом, високопосадовцями. Картини з біднотою Парижа не могли подобатись ні аристократам Франції, ні новітнім багатіям, що копіювали пиху і звички французької аристократії. Фернан Пелец подавав реалістичні картини на паризькі виставки, але платоспроможній публіці вони не могли подобатись. Продаж його картин призупинився. Катастрофа сталася 1896 року на Виставці в Паризькому Салоні. Він в черговий раз не міг продати нічого.
Його як художника наче визнають і він став кавалером ордену Почесного легіону. Але фінансового успіху не стало. Ображений і гордий художник продовжував працювати і створювати нові картини, але, як протест, повністю відмовився подавати їх на паризькі виставки.
Він помер у Парижі в серпні 1913 року.

## Вибрані твори

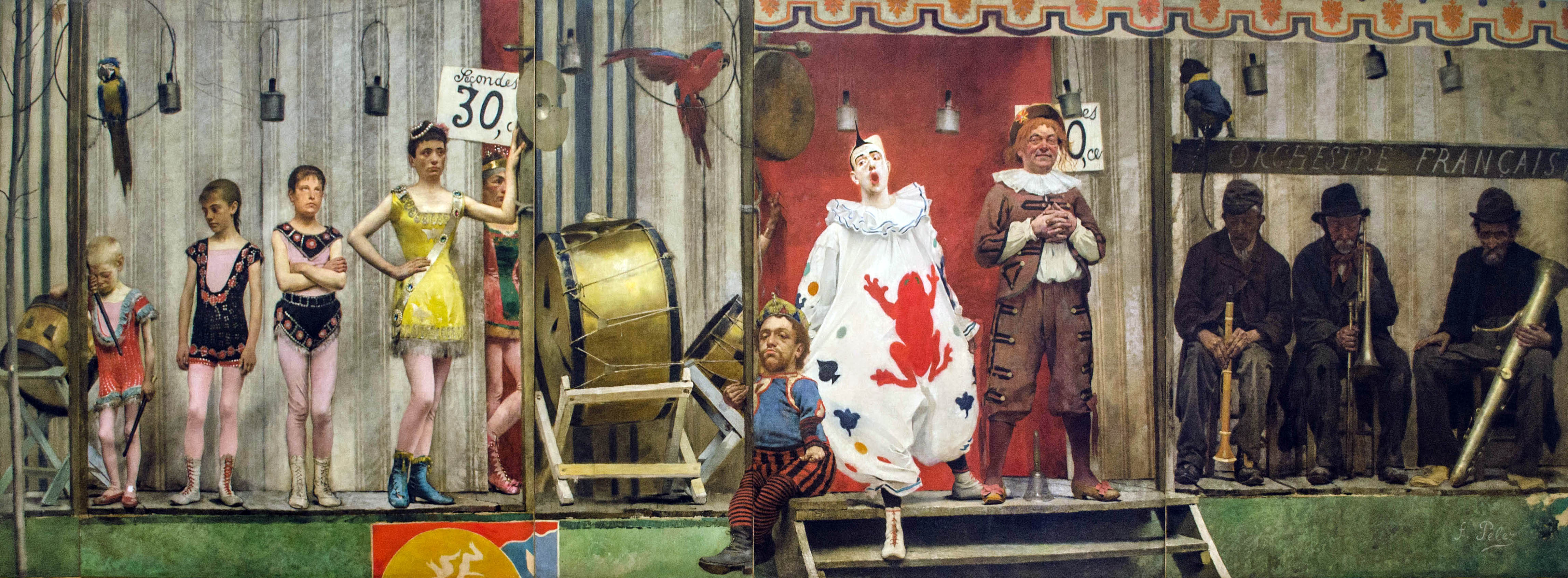
«Маски і страджання. Акробати дешевого цирку», 1888, Малий палац (Пті Пале), Париж

- «Смерть римського імператора Коммода», музей Безьє
- «Адам і Єва», 1876
- «Натюрморт»
- «Натюрморт з книгами»
- «Купання римлянки»
- «Пральня»
- Материнство
- «Філософ»
- «Автопортрет»
- «Малий продавець лимонів», 1895 р.
- «Родина безпритульних», 1883, Малий палац (Пті Пале), Париж
- «Безпритульна дитина», 1884, приватна збірка
- «Маски і страджання. Акробати дешевого цирку», 1888, Малий палац (Пті Пале), Париж

- «Дитина-мученик» або «Продаж фіалок», 1885
- «Маленький жебрак», 1885, Малий палац (Пті Пале), Париж

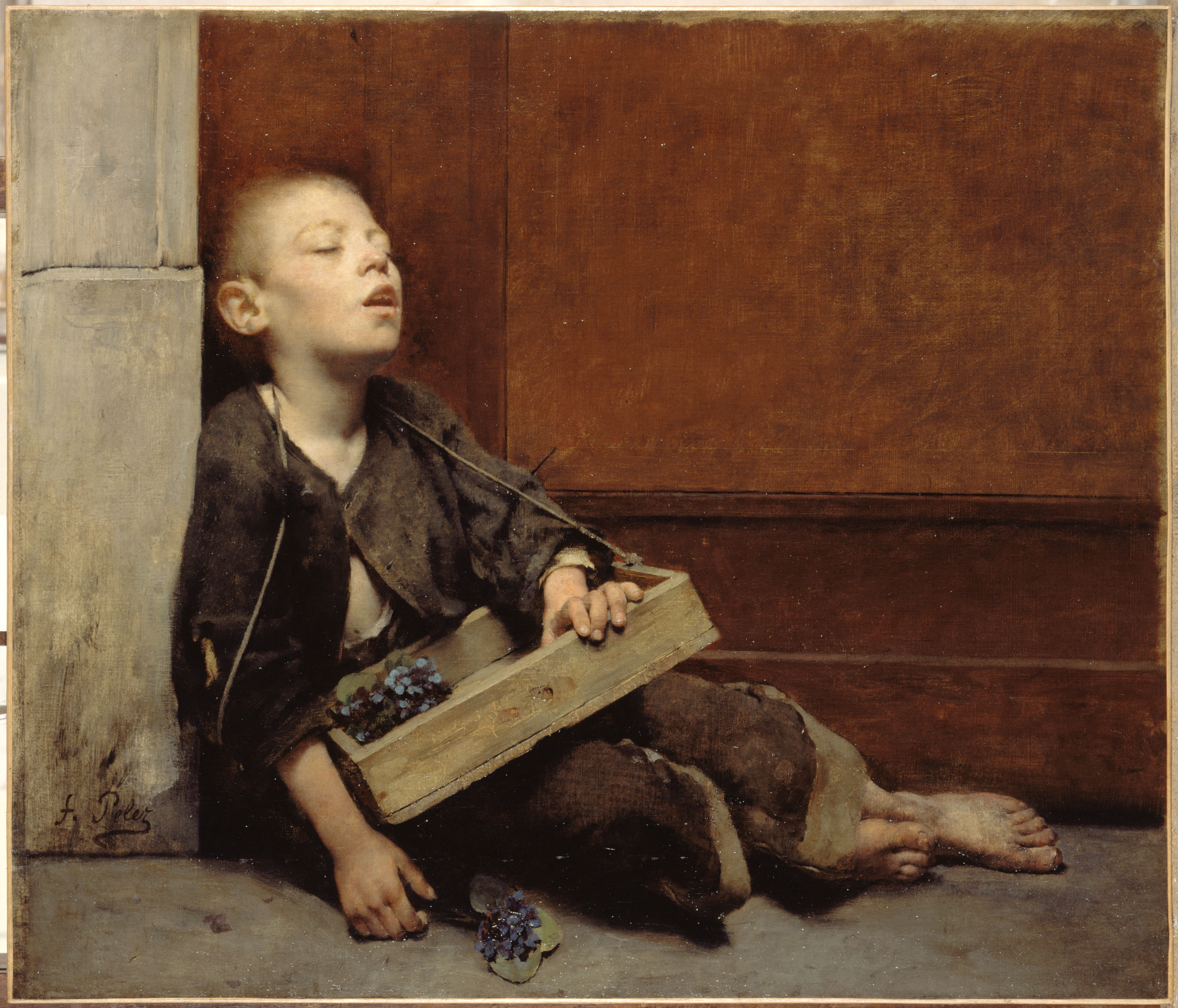
«Дитина-мученик» або «Продаж фіалок», 1885 р.
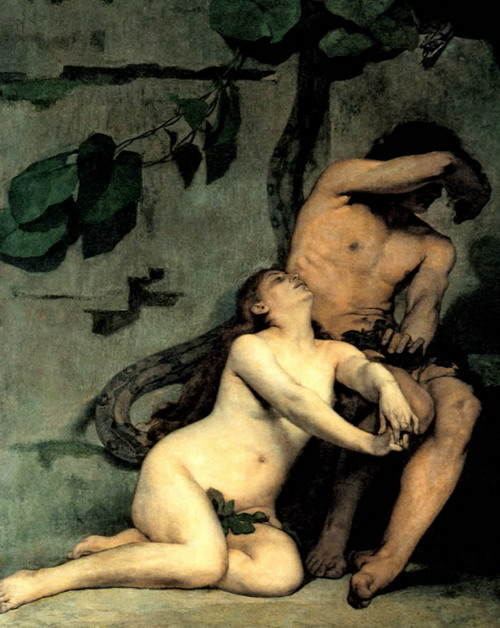
«Адам і Єва», 1876
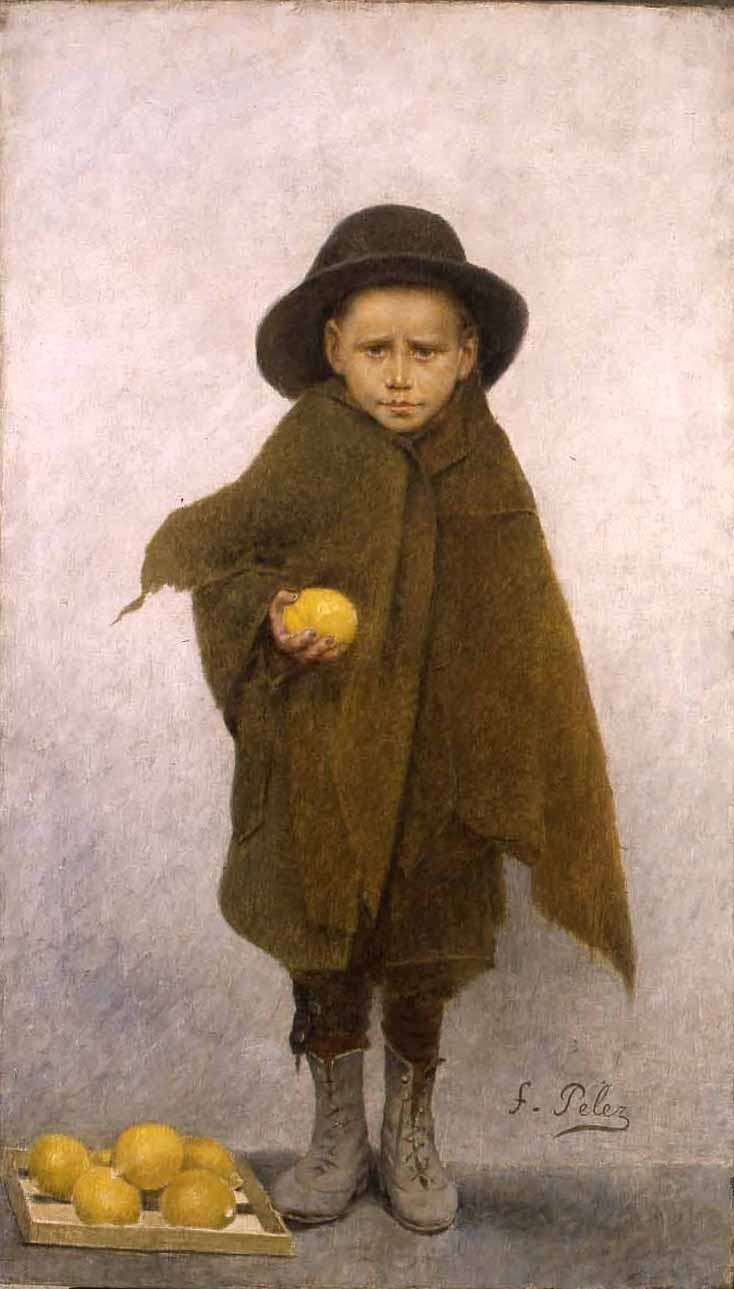
«Малий продавець лимонів», 1895 р.

## Джерела

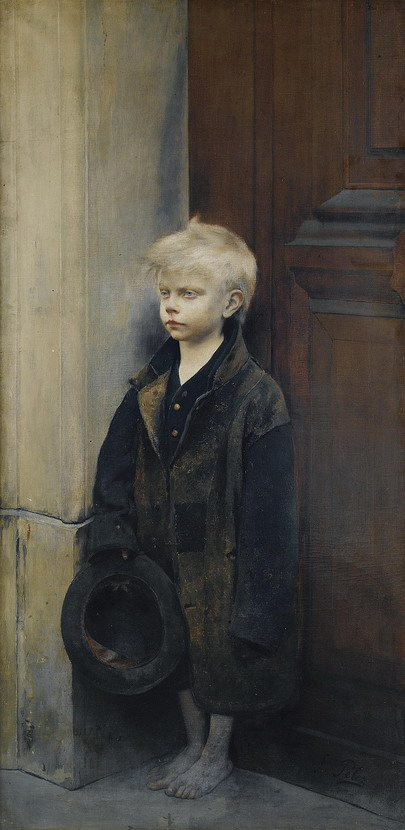
Фернан Пелец. «Маленький жебрак» 1885 р